# Rokitnica (dopływ Utraty)
Rokitnica – rzeka przepływająca przez Błonie i Rokitno w województwie mazowieckim. Lewy dopływ Utraty, do której wpada w Passie w gminie Błonie. 
Odcinek przepływający przez Błonie nosi nazwę Rokitnica Stara i jest połączony śluzą z rzeką Rokitnicą w miejscowości Czubin.
Rzeka przepływa zachodnim skrajem Milanówka, tworząc podmokły obszar - użytek ekologiczny Łęgi na Skraju.
Dolina rzeki Rokitnicy na odcinku Marynin - Żuków, stawy, olsy i zarośla z szuwarami są ostoją wielu gatunków roślin i zwierząt. 
Rokitnica swoje źródła posiada w lesie w okolicach Władysławowa w powiecie grodziskim.

## Zbiorniki wodne
- staw w Książenicach;
- staw w Opypach;
- glinianki w Natolinie  (użytkowane przez Polski Związek Wędkarski);
- stawy w Błoniu,  tzw.glinianki o pow. ok. 5,6 ha (użytk. PZW).

## Stan czystości rzeki
Na zanieczyszczenie Rokitnicy wpływa odprowadzanie ścieków z oczyszczalni w Grodzisku Mazowieckim, ścieki z Zakładów
Farmaceutycznych „POLFA” (obecnie Gedeon-Richter) oraz innych zakładów w Grodzisku Mazowieckim oraz w Milanówku (dawniej głównie MIFAM). Do Rokitnicy odprowadzane są także oczyszczone ścieki z miejskiej oczyszczalni ścieków w Błoniu.
W sezonie letnim z powodu niskiego stanu wody i braku opadów zanika w górnym biegu. 
W latach 2007–2011 gmina Błonie przeprowadzała w granicach miasta rewitalizację cieku, w tym oczyszczenie koryta i regulację terenów przyległych.

## Miejscowości nad Rokitnicą
- Książenice,
- Opypy,
- Kady,
- Milanówek,
- Kotowice
- Milęcin
- Czubin
- Rokitno,
- Błonie,
- Pass.

## Dopływy
- (L) Mrowna,
- (L) Rokicianka.
- (P) Zimna Woda